# Молодіжний чемпіонат Європи з футболу 1988
Чемпіонат Європи з футболу 1988 серед молодіжних команд — міжнародний футбольний турнір під егідою УЄФА серед молодіжних збірних команд країн зони УЄФА. Переможцем турніру стала молодіжна збірна команда Франції, яка у фінальній серії з двох матчів переграла молодіжну збірну Греції.

## Кваліфікація
Кваліфікаційний турнір відбувся з 4 вересня 1986 року по 15 грудня 1987.

### Група 1
|   |         | І | В | Н | П | МЗ | МП | О  |
| - | ------- | - | - | - | - | -- | -- | -- |
| 1 | Іспанія | 6 | 4 | 2 | 0 | 9  | 1  | 10 |
| 2 | Румунія | 6 | 3 | 0 | 3 | 7  | 7  | 6  |
| 3 | Австрія | 6 | 2 | 2 | 2 | 5  | 7  | 6  |
| 4 | Албанія | 6 | 0 | 2 | 4 | 4  | 10 | 2  |

| - Румунія 1-0 Австрія - Австрія 1-0 Албанія - Іспанія 1-0 Румунія - Албанія 0-0 Іспанія - Румунія 3-2 Албанія - Австрія 1-1 Іспанія | - Албанія 1-1 Австрія - Румунія 0-1 Іспанія - Іспанія 3-0 Австрія - Албанія 1-2 Румунія - Австрія 2-1 Румунія - Іспанія 3-0 Албанія |

### Група 2
|   |            | І | В | Н | П | МЗ | МП | О |
| - | ---------- | - | - | - | - | -- | -- | - |
| 1 | Італія     | 6 | 3 | 3 | 0 | 14 | 4  | 9 |
| 2 | Швеція     | 6 | 1 | 4 | 1 | 6  | 6  | 6 |
| 3 | Швейцарія  | 6 | 1 | 3 | 2 | 4  | 7  | 5 |
| 4 | Португалія | 6 | 2 | 0 | 4 | 8  | 15 | 4 |

| - Швеція 0-0 Швейцарія - Португалія 2-0 Швеція - Швейцарія 3-1 Португалія - Італія 1-1 Швейцарія - Португалія 1-2 Італія - Швеція 2-2 Італія | - Швейцарія 0-0 Швеція - Швеція 4-2 Португалія - Швейцарія 0-3 Італія - Португалія 2-0 Швейцарія - Італія 0-0 Швеція - Італія 6-0 Португалія |

### Група 3
|   |          | І | В | Н | П | МЗ | МП | О |
| - | -------- | - | - | - | - | -- | -- | - |
| 1 | Франція  | 6 | 3 | 2 | 1 | 8  | 6  | 8 |
| 2 | НДР      | 6 | 2 | 3 | 1 | 10 | 6  | 7 |
| 3 | СРСР     | 6 | 3 | 0 | 3 | 7  | 9  | 6 |
| 4 | Норвегія | 6 | 0 | 3 | 3 | 3  | 7  | 3 |

| - Норвегія 0-0 НДР - Франція 2-1 СРСР - СРСР 1-0 Норвегія - НДР 1-0 Франція - СРСР 2-1 НДР - Норвегія 0-2 СРСР | - Норвегія 1-2 Франція - СРСР 0-1 Франція - НДР 5-1 СРСР - Франція 1-1 Норвегія - НДР 1-1 Норвегія - Франція 2-2 НДР |

### Група 4
|   |           | І | В | Н | П | МЗ | МП | О |
| - | --------- | - | - | - | - | -- | -- | - |
| 1 | Англія    | 4 | 1 | 3 | 0 | 7  | 3  | 5 |
| 2 | Туреччина | 4 | 1 | 2 | 1 | 4  | 6  | 4 |
| 3 | Югославія | 4 | 1 | 1 | 2 | 7  | 9  | 3 |

| - Югославія 3-0 Туреччина - Англія 1-1 Югославія - Туреччина 0-0 Англія | - Англія 1-1 Туреччина - Югославія 1-5 Англія - Туреччина 3-2 Югославія |

### Група 5
|   |          | І | В | Н | П | МЗ | МП | О |
| - | -------- | - | - | - | - | -- | -- | - |
| 1 | Греція   | 6 | 4 | 1 | 1 | 15 | 5  | 9 |
| 2 | Угорщина | 6 | 3 | 1 | 2 | 12 | 7  | 7 |
| 3 | Польща   | 6 | 3 | 0 | 3 | 5  | 6  | 6 |
| 4 | Кіпр     | 6 | 1 | 0 | 5 | 4  | 18 | 2 |

| - Польща 1-0 Греція - Греція 2-1 Угорщина - Кіпр 0-4 Греція - Греція 5-1 Кіпр - Кіпр 2-1 Угорщина - Польща 3-0 Кіпр | - Греція 2-0 Польща - Угорщина 3-0 Польща - Польща 0-1 Угорщина - Угорщина 2-2 Греція - Кіпр 0-1 Польща - Угорщина 4-1 Кіпр |

### Група 6
|   |                | І | В | Н | П | МЗ | МП | О |
| - | -------------- | - | - | - | - | -- | -- | - |
| 1 | Чехословаччина | 6 | 3 | 2 | 1 | 14 | 8  | 8 |
| 2 | Данія          | 6 | 2 | 2 | 2 | 7  | 6  | 6 |
| 3 | Фінляндія      | 6 | 2 | 1 | 3 | 8  | 11 | 5 |
| 4 | Ісландія       | 6 | 1 | 3 | 2 | 9  | 13 | 5 |

| - Фінляндія 2-0 Ісландія - Ісландія 0-4 Чехословаччина - Чехословаччина 2-0 Фінляндія - Данія 4-1 Фінляндія - Чехословаччина 1-1 Данія - Фінляндія 0-1 Данія | - Данія 0-1 Чехословаччина - Ісландія 0-0 Данія - Ісландія 2-2 Фінляндія - Данія 1-3 Ісландія - Фінляндія 3-2 Чехословаччина - Чехословаччина 4-4 Ісландія |

### Група 7
|   |           | І | В | Н | П | МЗ | МП | О |
| - | --------- | - | - | - | - | -- | -- | - |
| 1 | Шотландія | 4 | 3 | 1 | 0 | 7  | 2  | 7 |
| 2 | Бельгія   | 4 | 0 | 3 | 1 | 1  | 2  | 3 |
| 3 | Ірландія  | 4 | 0 | 2 | 2 | 3  | 7  | 2 |

| - Бельгія 0-0 Ірландія - Ірландія 1-2 Шотландія - Шотландія 4-1 Ірландія | - Бельгія 0-0 Шотландія - Ірландія 1-1 Бельгія - Шотландія 1-0 Бельгія |

### Група 8
|   |            | І | В | Н | П | МЗ | МП | О  |
| - | ---------- | - | - | - | - | -- | -- | -- |
| 1 | Нідерланди | 6 | 5 | 0 | 1 | 12 | 5  | 10 |
| 2 | Болгарія   | 6 | 4 | 0 | 2 | 8  | 7  | 8  |
| 3 | ФРН        | 6 | 3 | 0 | 3 | 12 | 9  | 6  |
| 4 | Люксембург | 6 | 0 | 0 | 6 | 2  | 13 | 0  |

| - ФРН 2-0 Болгарія - Болгарія 1-0 Нідерланди - Люксембург 0-2 Нідерланди - ФРН 4-1 Люксембург - Болгарія 1-0 Люксембург - Нідерланди 3-1 ФРН | - Люксембург 0-1 Болгарія - Нідерланди 1-0 Люксембург - Люксембург 1-4 ФРН - ФРН 0-2 Нідерланди - Болгарія 2-1 ФРН - Нідерланди 4-3 Болгарія |

## Кваліфікувались до фінальної частини
| Країна         | Групи   | Попередні турніри                |
| -------------- | ------- | -------------------------------- |
| Іспанія        | Група 1 | 3 (1982, 1984, 1986)             |
| Італія         | Група 2 | 5 (1978, 1980, 1982, 1984, 1986) |
| Франція        | Група 3 | 3 (1982, 1984, 1986)             |
| Англія         | Група 4 | 5 (1978, 1980, 1982, 1984, 1986) |
| Греція         | Група 5 | 0 (дебют)                        |
| Чехословаччина | Група 6 | 2 (1978, 1980)                   |
| Шотландія      | Група 7 | 3 (1980, 1982, 1984)             |
| Нідерланди     | Група 8 | 0 (дебют)                        |

## Фінальний раунд

### Чвертьфінали
Матчі пройшли 16, 22 лютого, 2 та 16 березня, матчі-відповіді 22 та 23 березня 1988.
| Команда 1  | Заг.      | Команда 2      | 1-й матч | 2-й матч |
| ---------- | --------- | -------------- | -------- | -------- |
| Греція     | (ч) 3 - 3 | Чехословаччина | 1 - 1    | 2 - 2    |
| Нідерланди | 3 - 1     | Іспанія        | 2 - 1    | 1 - 0    |
| Франція    | 4 - 3     | Італія         | 2 - 1    | 2 - 2    |
| Шотландія  | 0 - 2     | Англія         | 0 - 1    | 0 - 1    |

### Півфінали
Матчі пройшли 13 квітня, матчі-відповіді 27 квітня 1988. 
| Команда 1 | Заг.  | Команда 2  | 1-й матч | 2-й матч |
| --------- | ----- | ---------- | -------- | -------- |
| Греція    | 5 - 2 | Нідерланди | 5 - 0    | 0 - 2    |
| Франція   | 6 - 4 | Англія     | 4 - 2    | 2 - 2    |

### Фінал
Матчі пройшли 25 травня та 12 жовтня 1988.
| Команда 1 | Заг.  | Команда 2 | 1-й матч | 2-й матч |
| --------- | ----- | --------- | -------- | -------- |
| Греція    | 0 - 3 | Франція   | 0 - 0    | 0 - 3    |

| Чемпіон Європи серед молодіжних команд 1988 |
| ------------------------------------------- |
| Франція 1-й титул                           |